# Nyctereutes
Nyctereutes je rod psov, ki se je najverjetneje razvil pred sedem do deset milijoni let. Danes živi samo še en predstavnik, rakunasti pes (Nyctereutes procyonoides), ostale vrste so izumrle še pred pleistocenom.